# Lingua gbaya
Il gbaya è una lingua (con diversi dialetti) o un gruppo di lingue, appartenente al gruppo adamawa-ubangi della famiglia linguistica delle Lingue niger-kordofaniane, parlata/e da circa 880.000 persone, di etnia Gbaya, in Repubblica Centrafricana e nell'est del Camerun.

## Classificazioni

### Moñino
Moñino (2010) ha ricostruito il proto-Gbaya e propone per la famiglia la seguente classificazione:
- Lingua Gbaya
  - Occidentali
    - Meridionali
      - Lingua bangandu
      - Lingua biyanda-buli o Gbaya sud-occidentale

    - Settentrionali
      - Lingua toongo
      - Lingua gbaya nord-occidentale
      - Lingua bhogoto
      - Lingua bozom, Lingua gbaya-bossangoa

  - Orientali
    - Meridionali
      - Lingua gbaya-mbodomo
      - Lingua bofi

    - Settentrionali
      - Lingua ali, Lingua ngbaka manza
      - Lingua manza o Mandja
      - Lingua ngbaka o Ngbaka Minagende
      - Lingua gbanu.

In più, apparterrebbero al Gbaya anche un paio di piccole lingue parlate in Congo lungo il confine col Camerun, tra cui il Bonjo.

### Ethnologue
Ethnologue.com nella sua 18ª edizione parla del Gbaya come di una macro-lingua formata da sole sei lingue [tra parentesi quadra il codice linguistico internazionale]
- Lingua Gbaya
  - Lingua bhogoto [bdt]
  - Lingua gbaya-bossangoa [gbp]
  - Lingua bozom [gbq]
  - Lingua gbaya-mbodomo [gmm]
  - Lingua gbaya nord-occidentale [gya]
  - Lingua biyanda-buli [gso]

Tra i due sistemi di classificazione sembra esserci una differenza di approccio, visto che ethnologue considera lingue gbaya solo le lingue appartenenti al sottogruppo Gbaya-Manza-Ngbaka parlate in Repubblica Centrafricana. Nel sottogruppo Gbaya-Manza-Ngbaka, ethnologue inserisce tutte le lingue indicate da Moñino (più alcune altre), strutturarndole in una maniera differente.

## Descrizione delle lingue

### Lingua bhogoto
Il Bhogoto o Bokoto o Ɓòkòtò è parlata da circa 130.000 persone (1996)

### Lingua gbaya-bossangoa
Il Gbaya-Bossangoa o Gbeya è parlata da circa 200.000 persone (2005) nelle Ouham e di Ouham-Pendé. la lingua è intellegibile con la Lingua bozom, tantoché Moñino le considera dialetti diversi di una medesima lingua.

### Lingua bozom
Il Bozom o Gbaya-Bozoum è parlata da circa 32.500 persone (1996) nella Prefettura di Nana-Mambéré  e nella Prefettura di Ouham-Pendé, a sud del fiume Ouham.

### Lingua gbaya-mbodomo
Il Gbaya-Mbodomo o Mbodomo è parlata da circa 8000 persone (1992) nel sud del Camerun lungo il confine con la Repubblica Centrafricana.

### Lingua gbaya nord-occidentale
Il Gbaya nord-occidentale (spesso denominato semplicemente Gbaya), è parlato da circa 200.000 persone (1996) in Repubblica Centrafricana, nelle prefetture di Mambéré-Kadéï, Nana-Mambéré e Ouham-Pendé, e da circa 67.000 persone in Camerun.

### Lingua biyanda-buli
Il Biyanda-Buli o Gbaya sud-occidentale è parlato da circa 200.000 persone (1996) nella Repubblica Centrafricana, nelle prefetture di Mambéré-Kadéï, Nana-Mambéré e Sangha-Mbaéré.